# Schloss Weißenberg (Edelsfeld)

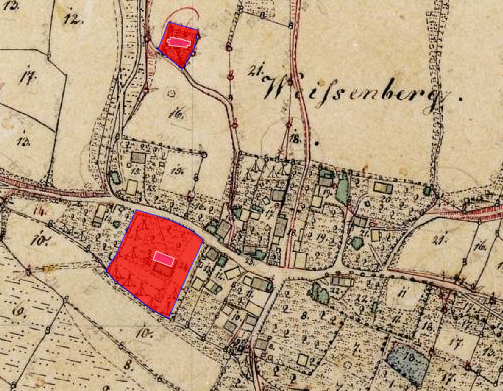
Lageplan des Schlosses Weißenberg (Edelsfeld) auf dem Urkataster von Bayern

Das Schloss Weißenberg ist ein abgegangenes Schloss im Gemeindeteil Weißenberg der Oberpfälzer Gemeinde Edelsfeld im Landkreis Amberg-Sulzbach von Bayern.

## Geschichte
Im bayerischen Salbuch von 1224 wird die villa Weizzenberch als Besitz der Reichsministerialen von Breitenstein bei Königstein genannt. Im zweiten Herzogsurbar der Wittelsbacher von 1280/85 ist Weißenberg dem bambergischen Amt Vilseck zugeordnet. Die Hofmark war damals also ein Lehen des Hochstiftes Bamberg.
Seit dem 15. Jahrhundert sind die Herren von Weißenberg als Lehensträger nachgewiesen. 1573 wird noch von einem Erben des Ernst Weißenberger die Erbhuldigung geleistet. Kurz danach ist die Hofmark in die Hände des Hans Jörg von Wildenstein übergegangen, der sie dann an seinen Schwager Hans Friedrich von Freudenberg verkauft. 1602 sandte er die Hofmark dem Bischof von Bamberg zu Gunsten seines Schwagers auf, d. h., er kündigte für sich die bisherige Lehensabhängigkeit. Als Nachfolger der Herren von Freudenberg wird 1705 David Thun von Thunberg genannt. Ende des 18. Jahrhunderts sind die Freiherren von Grafenreuth als Inhaber überliefert. 1809 ist die Hofmark im Besitz des Freiherren von Podevils zu Wildenreuth.
Am 30. Juni 1818 ist Weißenberg eine Gemeinde im Landgericht Sulzbach, die am 1. Juli 1972 nach Edelsfeld eingemeindet wird.

## Baulichkeit
Das ehemalige Schloss ist heute ein Bauernhof (Weißenberg 24). Es ist ein zweigeschossiger, verputzter Massivbau mit einem Satteldach, im Kern ist es wohl mittelalterlich. Nach dem Bayerischen Landesamt für Denkmalpflege sind im Bereich des ehemaligen Hofmarkschlosses Weißenberg archäologische Befunde des Mittelalters und der frühen Neuzeit gesichert worden, aufgrund derer man davon ausgehen kann, dass hier zuvor eine mittelalterliche Burg gestanden hat.